# Sedum hispanicum
Espèce
Classification APG III (2009)
Sedum hispanicum est une espèce végétale de la famille des Crassulaceae.

## Utilisation
Cet orpin fait partie des sédums utilisés pour les toitures végétales.